# Croptilon divaricatum
Croptilon divaricatum là một loài thực vật có hoa trong họ Cúc. Loài này được (Nutt.) Raf. mô tả khoa học đầu tiên năm 1837.